# Кипелово (посёлок, Вологодская область)
Кипелово — посёлок в Вологодском районе Вологодской области. Входит в состав Старосельского сельского поселения.
С 1 января 2006 года по 8 апреля 2009 года был центром Кипеловского сельского поселения, с точки зрения административно-территориального деления — центр Кипеловского сельсовета.

## География
Расстояние до районного центра Вологды по автодороге — 55 км, до центра муниципального образования Стризнево по прямой — 10 км. Через посёлок проходит железная дорога и располагается железнодорожная станция Кипелово. 
Ближайшие населённые пункты — Федотово, Починок, Гуреиха.

## Население
| 2010 |
| ---- |
| 849  |

По переписи 2002 года население — 882 человека (424 мужчины, 458 женщин). Преобладающая национальность — русские (98 %).